# Departament II MSW (1956–1990)
Departament II Ministerstwa Spraw Wewnętrznych – służba specjalna, organ w strukturze Ministerstwa Spraw Wewnętrznych PRL, część Służby Bezpieczeństwa MSW, działający w latach 1956–1990, zajmujący się m.in. organizowaniem i prowadzeniem walki (kontrwywiad) ze szpiegowską działalnością wywiadów państw kapitalistycznych wymierzoną przeciwko Polsce Ludowej, w szczególności werbunkiem przez obce ośrodki wywiadowcze na terytorium PRL agentów wywiadu oraz ochroną tajemnicy państwowej.

## Departament II MSW
W listopadzie 1956 Komitet do spraw Bezpieczeństwa Publicznego, w skłd którego wchodził Departament II zajmujący się kontrwywiadem został rozwiązany rozkazem ministra spraw wewnętrznych Władysława Wichy numer 31/56:

Na podstawie ustawy z dnia 13 listopada b.r. ulega rozwiązaniu w dniu dzisiejszym Komitet ds. Bezpieczeństwa Publicznego. Kompetencje organów bezpieczeństwa ograniczone do zadań walki ze szpiegostwem, dywersją, terrorem i inną wrogą działalnością skierowaną przeciwko Polsce Ludowej, przechodzą do zakresu działania Ministerstwa Spraw Wewnętrznych.

W 1956 roku podstawowym zadaniem Departamentu II MSW było „organizowanie i przeprowadzanie walk ze szpiegowską działalnością wywiadów państw kapitalistycznych, wymierzoną przeciwko Polsce Ludowej”. Ponadto w związku z likwidacją Departamentu V Kds.BP (walka z wrogą działalnością w transporcie) oraz wzrostem wymiany towarowej z zagranicą, kontrwywiad otrzymał też rozkaz „ochrony polskiego transportu międzynarodowego (...) oraz handlu zagranicznego przed wrogą działalnością i szkodnictwem gospodarczym”.

### Organizacja
W marcu 1957 roku dyrektorowi Departamentu II MSW płk Ryszardowi Matejewskiemu podlegały następujące jednostki organizacyjne: 
- Wydział I – zwalczanie wywiadu Stanów Zjednoczonych w Polsce i rozpracowanie jego ośrodków zagranicznych
- Wydział II – zwalczanie wywiadu Wielkiej Brytanii w kraju i za granicą
- Wydział III – zwalczanie wywiadu Republiki Federalnej Niemiec
- Wydział IV – odpowiadał za zwalczanie wywiadu Francji, Włoch, Belgii, Holandii, Szwecji, Danii, Norwegii i Szwajcarii
- Wydział V – zwalczanie organizacji nacjonalistów ukraińskich, rosyjskich, białoruskich oraz litewskich
- Wydział VI – praca kontrwywiadowcza wśród obywateli polskich wyjeżdżających na Zachód w celach prywatnych oraz obywateli państw zachodnich przyjeżdżających w analogicznych celach do Polski lub stale tu zamieszkujących, a także osób zbiegłych za granicę i odmawiających powrotu do kraju, współpraca z WOP w zakresie nielegalnych przekroczeń granicy, koordynacja wymiany informacji Departamentu II z organami bezpieczeństwa pozostałych krajów socjalistycznych
- Wydział VII – nadzór nad pracą kontrwywiadowczą wśród obywateli polskich wyjeżdżających na Zachód (oraz do krajów demokracji ludowej) w celach służbowych i turystycznych oraz obywateli państw zachodnich przyjeżdżających w analogicznych celach do Polski, praca operacyjna wśród uczestników wycieczek wyjeżdżających z Polski do krajów socjalistycznych
- Wydział VIII – kontrola kontrwywiadowcza pracowników obcych ambasad i urzędów konsularnych oraz zdobywanie z tych terenów informacji wywiadowczych
- Wydział IX – praca kontrwywiadowcza wśród pracowników polskiego transportu zagranicznego (drogowego, kolejowego, lotniczego, rzecznego i morskiego) oraz załóg transportowych krajów kapitalistycznych przybywających do Polski
- Wydział X – analiza zdobytych informacji na temat działalności wywiadów państw zachodnich, kierunkach ich zainteresowań i metodach pracy, opracowywanie wniosków organizacyjnych i operacyjnych służących skuteczniejszemu funkcjonowaniu aparatu kontrwywiadowczego, gromadzenie danych o informacjach uzyskanych przez wywiady państw zachodnich, przygotowanie materiału informacyjnego dla celów operacyjnych (np. w grach wywiadowczych, dezinformacji itp.), prowadzenie kartoteki osób związanych z zagranicznymi ośrodkami wywiadowczymi, kartoteki uciekinierów i kartoteki możliwości agentury kontrwywiadowczej w kraju
- Wydział Ogólny – sprawy kadrowe, tłumaczeń, finansowe oraz administracyjno-gospodarcze.

We wrześniu 1959 roku powołano Wydział XI, a w listopadzie 1961 roku Wydział XII. W zakres ich kompetencji wchodziły:
- Wydział XI – zapobieganie działalności wywiadowczej prowadzonej przez przedstawicieli obcych firm, utrzymujących kontakty z Polską oraz kontrolę kontrwywiadowczą personelu Ministerstwa Handlu Zagranicznego, polskich centrali handlowych i przedsiębiorstw współpracujących z państwami zachodnimi, ponadto zwalczanie wszelkich form nadużyć gospodarczych w strefie obrotu z zagranicą
- Wydział XII – lokalizacja i analiza wrogich lub niezidentyfikowanych emisji radiowych w celu ustalenia ich ewentualnych powiązań ze służbami wywiadowczymi państw kapitalistycznych („RKW” – „Radiokontrwywiad”)

### „Grupy operacyjne” – kontakt z bratnimi służbami
Departament II posiadał od końca lat czterdziestych własne przedstawicielstwo w Berlinie Wschodnim – Grupę Operacyjną „Karpaty”, która pełniła funkcję łącznikową w kontaktach z Wschodnioniemiecką Służbą Bezpieczeństwa (Stasi).
Od 28 lutego 1961 podobną placówkę – Grupę Operacyjną „Wisła” utworzono w stolicy Związku Radzieckiego, Moskwie. Jej funkcje ograniczały się wyłącznie do kontrolowania (we współpracy i pod kontrolą KGB) polskich obywateli, przybywających turystycznie lub służbowo do Związku Radzieckiego (w tym delegatów PRL w RWPG, przedstawicieli central handlowych oraz korespondentów prasowych). Od 1985 Grupa Operacyjna „Wisła” zaczęła działać na polu wywiadu politycznego. Jej meldunki stanowiły dla władz PRL jedno ze źródeł informacji zarówno na temat sytuacji wewnętrznej ZSRR jak i radzieckich ocen biegu wydarzeń w Polsce.
Poza ZSRR i NRD ścisłą współpracę nawiązano również ze służbami czechosłowackimi. Rzadsze kontakty utrzymywano z kontrwywiadami Węgier, Rumunii i Bułgarii.

### Kadra, ośrodki szkolenia i radzieccy doradcy
Kontrwywiad zatrudniał w całym kraju, w Wydziałach II KW MO („Wydział II ds. kontrwywiadu – Komendy Wojewódzkiej Milicji Obywatelskiej”) i w Sekcjach II KP MO („Sekcja II ds. kontrwywiadu i walki z działalnością antypaństwową w kraju – Komendy Powiatowej Milicji Obywatelskiej”), około 1800 pracowników, z czego 500-600 pracowało w warszawskiej centrali. Np. 27 lutego 1957 roku w centrali Departamentu II MSW pracowało ponad 600 osób, zaś w końcu 1962 roku – 533 osoby.
Przygotowanie kadr odbywało się w działającym od czerwca 1947 roku Centrum Szkolenia (najpierw MBP, później na Kds.BP i MSW) w Legionowie koło Warszawy. Jednak w przeciwieństwie do pionu wywiadowczego (tj. Departamentu I MSW), pracowników kontrwywiadu częściej dokształcano w szkołach wywiadu i kontrwywiadu w Związku Radzieckim. Doszkalanie wybranych pracowników Departamentu II w ZSRR trwało jeszcze w latach osiemdziesiątych.
Kolejno w MBP/KdsBP/MSW działali tzw. radzieccy doradcy, którzy kontrolowali działania polskich służb specjalnych i upewniali się, czy zadania przekazane z Moskwy są rzetelnie wykonywane. Jeszcze w lipcu 1953 roku w Departamencie I MBP (kontrwywiad) działało aż ośmiu radzieckich doradców. Dowodził nimi radziecki pułkownik Adam Gajewski. Trzy lata później ich liczba znacznie się zmniejszyła. Po założeniu oficjalnej rezydentury Komitetu Bezpieczeństwa Państwowego ZSRR w Warszawie „doradców” zastąpili oficerowie łącznikowi. Szef oficerów łącznikowych ds. kontrwywiadu objął stanowisko II zastępcy szefa Misji Łącznikowej KGB przy MSW. Pierwszym zastępcą był szef oficerów łącznikowych KGB do spraw wywiadu.
Po dojściu do władzy Władysława Gomułki pętla radziecka wokół cywilnych i wojskowych PRL-owskich służb specjalnych znacznie się poluźniła. Tym niemniej, według oceny jednego z byłych pracowników Departamentu I, po 1956 roku i w latach sześćdziesiątych uzależnienie od Rosjan było nadal ogromne, tylko już nie tak jawne jak pod koniec lat 40. i początku 50.

### Praca na rzecz wywiadu radzieckiego
Kontrwywiad, mimo pierwotnego założenia, nie skończył z praktyką przekazywania nazwisk informatorów sowieckiemu wywiadowi zagranicznemu („PGU”). Było to na porządku dziennym w MSW, a wcześniej w MBP i informacji wojskowej (GZI).

### Sprawozdania – dokonania Departamentu II MSW 1957–1962
W sprawozdaniu Departamentu II Ministerstwa Spraw Wewnętrznych za lata 1957–1962 stwierdzono:

(...) Najaktywniejszą działalność prowadzą przeciwko Polsce wywiady USA, NRF, Wielkiej Brytanii, Francji i Izraela. Działają one z kilkudziesięciu ośrodków, rozmieszczonych głównie w Niemczech Zachodnich i Berlinie Zachodnim, a także w Austrii, Francji, Anglii, Szwecji, Włoszech oraz Belgii (...).

W konsekwencji podstawowa forma pracy kontrwywiadu polegała na:

(...) przenikaniu własną agenturą do obcych ośrodków wywiadowczych w celu rozpoznania ich obsady personalnej i metod działania oraz wykrywania ich agentur w Polsce (...).

W latach 1957–1962 dokonaliśmy przerzutu 107 naszych agentów z zadaniem dotarcia do przeciwnika. Spośród nich 26 dotarło do wywiadów – 11 amerykańskiego, 9 do zachodnioniemieckiego, 4 do francuskiego, 2 do angielskiego. Pozostałych 81 uplasowało się w środowiskach uciekinierów, emigrantów i kompaniach wartowniczych w NRF, Berlinie, Francji i Szwecji. Ponadto w tym okresie zwerbowaliśmy za granicą 51 agentów (...).

W wyniku prowadzonych rozpracowań stwierdzono, iż w latach 1961–1962:

(...) Na ogólną ilość aresztowanych (...) 62 obcych agentów, 50 zwerbowanych było właśnie za granicą (..) Werbowani nie są łączeni w siatki, lecz pracują indywidualnie, a zebrane informacje przekazują w korespondencji pocztowej, przez łączników lub osobiście podczas następnego pobytu za granicą (...).

Według byłego funkcjonariusza Centralnej Agencji Wywiadowczej Alexa Shattona w drugiej połowie lat pięćdziesiątych działania Amerykanów na kierunku polskim były zupełnie chybione. Połowa zwerbowanych przez CIA agentów w rzeczywistości pracowała dla polskiego kontrwywiadu lub wywiadu, a większość operacji prowadzonych w celu dotarcia do istotnych danych zakończyła się niepowodzeniem. Ogółem w latach 1957–1962 aresztowano za szpiegostwo 179 osób, z czego 91 współpracowało z wywiadem amerykańskim, 31 z zachodnioniemieckim, 16 z brytyjskim i 14 z francuskim (por. tabele).
Departament II MSW i jego terenowe ekspozytury zajmujące się kontrwywiadem między 1957 a 1962 rokiem aresztowały 753 osoby, w tym 179 za szpiegostwo, jego usiłowanie i pomocnictwo (pozostałe 574 osoby za inne przestępstwa): 
| Rok/Data                                                    | 1957    | 1958    | 1959     | 1960     | 1961     | 1962     |
| Ogółem aresztowano                                          | 35 osób | 80 osób | 95 osób  | 95 osób  | 207 osób | 241 osób |
| Za szpiegostwo i pomocnictwo                                | 21 osób | 37 osób | 32 osoby | 27 osób  | 31 osób  | 31 osób  |
| Za przestępstwa w handlu zagranicznym                       | ?       | ?       | 19 osób  | 22 osoby | 13 osób  | 6 osób   |
| Za przemyt i handel walutami                                | 4 osoby | 12 osób | 6 osób   | 7 osób   | 76 osób  | 113 osób |
| Za przestępstwa graniczne                                   | 8 osób  | 18 osób | 15 osób  | 7 osób   | 44 osoby | 37 osób  |
| Za fotografowanie obiektów i przestępstwa okupacyjne i inne | 4 osoby | 13 osób | 23 osoby | 32 osoby | 43 osoby | 54 osoby |

Na ogólną liczbę 179 aresztowanych za szpiegostwo z poszczególnymi wywiadami współpracowało: 
- z wywiadem amerykańskim – 91 osób
- z wywiadem zachodnioniemieckim – 31 osób
- z wywiadem angielskim – 16 osób
- z wywiadem francuskim – 14 osób

Dobre rezultaty służba kontrwywiadu osiągnęła również w zakresie kontroli personelu obcych przedstawicielstw w Polsce:

(...) Najbardziej skutecznym środkiem ujawniania wrogiej działalności obcych placówek jest agentura rekrutująca się z ich personelu. Szczególnie cenni są dla nas agenci-dyplomaci. W latach 1958–1962 zwerbowaliśmy ich 14, aktualnie posiadamy na kontakcie 7, pozostali zostali przekazani Departamentowi Wywiadu (Departament I MSW), w związku z wyjazdem z Polski.

Z ogólnej liczby 651 obywateli polskich zatrudnionych w placówkach i u dyplomatów kapitalistycznych, 145 jest naszymi tajnymi współpracownikami. Posiadamy również 164 tajnych współpracowników docierających do dyplomatów na płaszczyźnie prywatnej.(...) Poważną pomoc w naszej pracy przynosi stosowanie techniki operacyjnej w formie podsłuchu w placówkach, mieszkaniach prywatnych pracowników, podsłuchu telefonów oraz podglądu. (...) Obecnie instalacje podsłuchowe posiadamy w 15 placówkach dyplomatyczno-konsularnych i w 32 mieszkaniach pracowników. Podsłuchem zabezpieczonych jest 180 aparatów telefonicznych (...).

Biuro Obserwacji jest w stanie inwigilować równocześnie 13 pracowników obcych placówek. (...) Z ogólnej liczby 364 pracowników (...) placówek, każdy z nich może być obserwowany przez jeden dzień w miesiącu. (...)

Bardzo owocną metodą naszej pracy jest kontrola tajnej dokumentacji placówek (...). Przedsięwzięcia te są bardzo trudne i ryzykowne, dają jednak wyjątkowo korzystne rezultaty. W ostatnich latach spenetrowaliśmy wszystkie istniejące w Polsce placówki kapitalistyczne. Aktualnie docieramy do dokumentacji 18 placówek. (...) W wyniku penetracji uzyskaliśmy poważną ilość cennych materiałów politycznych i operacyjnych, a także dokumentów szyfrowych, których posiadanie pozwala kontrolować depesze wymieniane między placówkami a ich centralami. Dotychczas w wyniku penetracji uzyskaliśmy szyfry piętnastu placówek. Aktualnie posiadamy je z siedmiu. Ponadto na czterech placówkach rozpoznaliśmy systemy maszyn szyfrowych, co pozwoliło nam również w niedługim czasie na kontrolę ich łączności w tym zakresie (...).

Jednocześnie w zakresie walki z nadużyciami gospodarczymi w handlu zagranicznym:

(...) w latach 1959–1962 (...) aresztowano 60 osób, w tym 14 cudzoziemców (...)

W konkluzji raportu zwrócono uwagę na potrzebę starannego doboru kadr w instytucjach działających na zasadzie styczności z cudzoziemcami, ścisłą kontrolę osób wyjeżdżających za granicę, a także konieczność zaostrzenia przepisów kodeksu karnego.

### Styczeń 1982 roku – z departamentów na służby
W styczniu 1982 roku ówczesny minister spraw wewnętrznych gen. dyw. Czesław Kiszczak zarządził znaczne zmiany w strukturze całego MSW. Dotychczasowy Departament I i Departament II, pracujące oddzielnie, zostały połączone w jedną służbę – wywiadu i kontrwywiadu, na czele której stanął gen. bryg. Władysław Pożoga: 
- Szef Służby Wywiadu i Kontrwywiadu, podsekretarz stanu gen. bryg. Władysław Pożoga
- Departament I
- Departament II
- Biuro Paszportów
- Biuro A
- Biuro RKW.

W następnych latach dokonano ponownych zmian: Departament I przemianowano na Departament Wywiadu i Departament II na Departament Kontrwywiadu (bez zmiany zakresu zadań), do Służby Wywiadu i Kontrwywiadu włączono Wojska Ochrony Pogranicza, Biuro A przemianowano na Biuro Szyfrów. Stan na luty 1990 roku był następujący: 
- Szef Służby Wywiadu i Kontrwywiadu
- Departament Wywiadu
- Departament Kontrwywiadu
- Biuro Szyfrów
- Wojska Ochrony Pogranicza.

Szefostwo Służb MSW według stanu na maj 1982 roku: 
- I Zastępca Ministra – podsekretarz stanu gen. dyw. Bogusław Stachura
- Szef Służby Bezpieczeństwa – podsekretarz stanu gen. bryg. Władysław Ciastoń
- Szef Służby Wywiadu i Kontrwywiadu – podsekretarz stanu gen. bryg. Władysław Pożoga
- Szef Służby Zabezpieczenia Materiału – podsekretarz stanu gen. bryg. Stanisław Zaczkowski
- Komendant Główny Milicji Obywatelskiej – gen. bryg. Józef Beim
- Szef Wojsk MSW – dyrektor Generalny gen. bryg. L. Czybiński
- Szef Służby Kadr i Doskonalenia Zawodowego – dyrektor generalny gen. bryg. B. Jedynak
- Szef Służby Zabezpieczenia Operacyjnego – dyrektor generalny gen. bryg. K. Straszewski
- Szef Służby Polityczno-Wychowawczej – dyrektor generalny gen. bryg. E. Tarała.

### 1990 rok – zmiany generalne
W związku ze zmianą ustroju politycznego w Polsce na przełomie lat 80. i 90. XX wieku w cywilnych i wojskowych służbach specjalnych PRL zaszły generalne zmiany.
W maju 1990 roku powołano Urząd Ochrony Państwa, zajmujący się wywiadem, kontrwywiadem i wewnętrznym bezpieczeństwem państwa, czyli zadaniami, które wykonywały dawne Departament Wywiadu MSW, Departament Kontrwywiadu MSW oraz nowo powołana po 1988 struktura Służba Bezpieczeństwa (pozostała struktura dawnej SB lecz bez I i II departamentu), która pod koniec swej działalności miała w swej strukturze Departament Ochrony Konstytucji i Porządku Państwa, Departament Ochrony Gospodarki, Departament Studiów i Analiz, Biuro Śledcze, Biuro Ochrony Rządu, Nadwiślańskie Jednostki Wojskowe i Zarząd WSW Jednostek Wojskowych Ministerstwa Spraw Wewnętrznych.
W 2002 roku nastąpiła zasadnicza restrukturyzacja. UOP został podzielony na dwie odrębne instytucje: Agencję Wywiadu i Agencję Bezpieczeństwa Wewnętrznego, z których druga jest następcą Departamentu II MSW.

## Kierownictwo kontrwywiadu
Dyrektorzy Departamentu II MSW:
- płk Ryszard Matejewski (28 listopada 1956 r. – 28 stycznia 1965 r.)
- płk Mikołaj Krupski (4 lutego 1965 r. – 9 maja 1973 r.)
- płk/gen. bryg. Władysław Pożoga (10 maja 1973 r. – 22 września 1980 r.)
- płk/gen. bryg. Zdzisław Sarewicz (20 października 1980 r. – 26 września 1983 r.)
- płk/gen. bryg. Janusz Sereda (26 września 1983 r. – 12 czerwca 1990 r.)
- płk Andrzej Sroka (p.o.) (15 listopada 1989 r. – 31 lipca 1990 r.)

## Osiągnięcia
Dep. II  m.in. zainstalował system podsłuchowy w Ambasadzie Królestwa Hiszpanii w Warszawie, czynny w okresie 1979-1987, zdobył informacje o wielu OZI CESID, pośród których byli m.in. Alojzy Orszulik, Adam Michnik, Maciej Stasiński i Jacek Czaputowicz.